# Moralisches Risiko
Ein moralisches Risiko (auch moralische Versuchung, moralisches Wagnis oder Rationalitätsfalle; englisch moral hazard) liegt vor, wenn sich Wirtschaftssubjekte aufgrund ökonomischer Fehlanreize verantwortungslos oder leichtsinnig verhalten und damit ein Risiko auslösen oder verstärken. Als Standardbeispiel gelten Verhaltensänderungen aufgrund eines versicherten Risikos. Ursprünglich ein Begriff aus der Versicherungswissenschaft, ist moralisches Risiko heute Teil des allgemeinen ökonomischen Sprachgebrauchs.

## Beschreibung
Das moralische Risiko wird gern modellhaft erklärt als Resultat aus asymmetrischer Information zwischen den beteiligten Wirtschaftssubjekten (Privatpersonen, Unternehmen oder der Staat mit seinen Untergliederungen), die gegenseitig nicht den gleichen Informationsstand aufweisen. Ein moralisches Risiko droht, wenn Individuen davon befreit werden, für potentiell kostspielige Folgen ihres Handelns selbst einzustehen, weil diese Kosten anderweitig getragen werden. Das individuelle Risiko wird kollektiviert, also von einem Risiko für den handelnden Einzelnen zu einem Risiko für das betroffene Kollektiv. Kurz: Ein moralisches Risiko ist in diesem Fall die Förderung leichtfertigen oder kriminellen Verhaltens aufgrund der Abdeckungsgewissheit des resultierenden Schadensrisikos.

## Beispiele
Nachfolgend sind in alphabetischer Reihenfolge einige Beispiele für moralische Risiken im Alltag aufgeführt:

### Aktien-Kursverfall
Greenspan-Put: Ein allgemeiner Verfall der Aktienkurse kann schwerwiegend die Investitionstätigkeit beeinträchtigen und eine Wirtschaftskrise auslösen. Als Gegenmaßnahme kann die Zentralbank Aktien im Falle eines Börsenkrachs aufkaufen, um eine Ausweitung des Wertezerfalls zu verhindern. Als Folge davon liegen die Aktienkurse höher, weil sich die Aktienhändler auf einen solchen Eingriff der Zentralbank im Notfall verlassen. Diese mutmaßliche Garantie durch die Zentralbank gegen einen allgemeinen Aktienkursverfall wird nach dem ehemaligen US-Zentralbank-Chef Alan Greenspan und nach den normalen Sicherungsgeschäften gegen Kursverfall, den Put-Optionen, Greenspan-Put genannt.

### Beamtentum
Es gibt die Vermutung, dass die Leistungsbereitschaft und Arbeitseinstellung von Beamten geringer ist, weil wegen Unkündbarkeit und gesicherter Pensions-Ansprüche geringere Leistungsbereitschaft kein Risiko für die Beamten bedeutet. Derartige Überlegungen gelten auch bei beamtenähnlichen Arbeitsverhältnissen etwa in großen Firmen oder für Unkündbarkeitsregelungen nach langer Betriebszugehörigkeit in Tarifverträgen.

### Gesundheitssystem

#### Versicherungen
Beim Versicherungsschutz in westlichen Gesundheitssystemen besteht für Versicherte durch das Auseinanderfallen von Handlung und Haftung ein geringerer Anreiz, risikoreiche Freizeitbeschäftigungen oder ungesunde Lebensweise einzuschränken, da im Bedarfsfall die Solidargemeinschaft der gesetzlichen Krankenversicherung für die Behandlungskosten aufkommt. In der Gesundheitsökonomie wird dieses als Ex ante-Moral-Hazard bezeichnet.
Mögliche Gegenmaßnahmen: Kostenbeteiligungen in verschiedener Form, nach Krankheitsrisiko differenzierte Versicherungsprämien.

#### Medizinische Leistungen: Patient
Da die Kosten bei der Inanspruchnahme medizinischer Leistungen keine Rolle spielen, besteht die Gefahr, dass Patienten zu viele Leistungen nachfragen, auch solche, die nur sehr wenig oder überhaupt nichts nützen. Die entstehenden Kosten werden von der Allgemeinheit getragen und verteuern das Gesamtsystem. In diesem Fall wird in der Gesundheitsökonomie von Ex post-Moral-Hazard gesprochen.
Mögliche Gegenmaßnahmen: Praxisgebühren oder andere Kostenbeteiligungen, Karenztage.

#### Medizinische Leistungen: Arzt
Das moralische Risiko tritt aber auch bei den Behandlern, z. B. den Ärzten, auf: Weil die Kosten der Behandlung nicht vom Patienten direkt, sondern von seiner Versicherung bezahlt werden, kommt der Behandler in Versuchung, überflüssige und/oder zu teure Behandlungen vorzunehmen oder gar Abrechnungsbetrug zu betreiben.
Mögliche Gegenmaßnahme: Die Ärzte werden nicht mehr für jede verschriebene Leistung vergütet, sondern durch ein Pauschalvergütungsmodell (Fallpauschale und Sonderentgelt, Capitation).

### Schulden
Bei Schulden besteht die Gefahr, dass sich Schuldner unter der Annahme eines zukünftigen Schuldenerlasses hoch verschulden (Schuldner-Moral Hazard); gleichermaßen könnten Gläubiger, die sich nicht an Schuldenerlassen beteiligen, den durch den Schuldenerlass entstandenen Finanzierungsspielraum zur weiteren Kreditgewährung nutzen (Gläubiger-Moral Hazard). Insgesamt birgt der Schuldenerlass hohe Anreize für die Schuldner, ihre wirtschaftliche Leistungsfähigkeit nicht zu steigern.

### Shirking
Unter dem Begriff Shirking wird das Problem behandelt, dass Arbeitnehmer ihre Arbeitsleistung vermindern, weil die Arbeitgeber diese Leistung nur unvollkommen kontrollieren können. Dadurch wird das Sanktionsrisiko für die Arbeitnehmer, das mit einer Leistungsverminderung verbunden sein sollte, vermindert. Leistungsprämien oder die Bezahlung nach Akkord können Arbeitnehmer motivieren, eine größere Leistung zu erbringen.

### Sozialleistungen
Ein Empfänger von Sozialleistungen (Hartz IV, Arbeitslosen- oder Behindertengeld) wird für das Annehmen einer prekären Arbeit bestraft, wenn durch (bescheidenen) wirtschaftlichen Aufstieg die Sozialleistungen zuerst reduziert werden und im erneuten Falle der Bedürftigkeit (z. B. Arbeitslosigkeit, Krankheit oder Unfall) das Einkommen aus Lohnarbeit früher sinkt als die Unterstützung durch Sozialleistung reaktiviert wird. Das Einkommen, inklusive Sozialleistungen, kann durch das Abwarten verschiedener Fristen in der Summe im Fall der vorübergehenden Erwerbsarbeit kleiner sein als bei kontinuierlichem Bezug. Der Konflikt kann durch Berechnung von Sozialleistungen auf langfristiger Grundlage (bei unterschiedlicher Bewertung der Fälle von Neubezug bzw. Wiederbezug) sowie schnelles und unkompliziertes Vorgehen bei der Reaktivierung von Sozialleistungen entschärft werden.

### Versicherungen
Autofahrer fahren nach Abschluss einer Kfz-Haftpflichtversicherung leichtsinniger, weil ein eventueller Schaden durch die Versicherung gedeckt würde. Im schlimmsten Falle wird ein Schaden vorsätzlich durch Autobumser herbeigeführt. Das gilt darüber hinaus für alle Sach- und Lebensversicherungen. Eine Lösungsmöglichkeit liegt in einer hohen Selbstbeteiligung oder Selbstbehalt, durch die das Risiko für die Versicherung vermindert, andererseits aber auch der Schutz durch die Versicherung für den Versicherungsnehmer reduziert wird (Zielkonflikt).

### Wirtschaftskrisen
Bei Wirtschaftskrisen einzelner Staaten oder großer Unternehmen von Systemrelevanz sehen sich die internationalen Institutionen und die großen Industriestaaten gezwungen, mit Rettungsaktionen einzuspringen, damit der einzelne Staat oder Großunternehmen nicht durch Ansteckung die gesamte Wirtschaft mit sich reißt – Akteure wie die Zentralbanken sind hier in der Rolle des Kreditgebers letzter Instanz. Dies kann zu risikoreichem Verhalten einzelner Regierungen und von Großunternehmen führen, die darauf vertrauen, dass ihnen notfalls im Rahmen des Bail-out geholfen werden muss. Wenn Unternehmen Verluste vergemeinschaften, aber Gewinne selbst abschöpfen können und so zu riskantem Verhalten motiviert werden, kann auch vom Risikoanreizproblem gesprochen werden.

## Philosophischer Ansatz
Als ein moralphilosophisches Theorem des Liberalismus und Neoliberalismus zur Erklärung von wirtschaftlichen Krisenerscheinungen gründet moralisches Risiko auf der ethischen Vorstellung von der „Schlechtigkeit des Menschen“, die in extremer Form in einer „Ontologisierung von Herrschaft im Sinne eines Endes der Geschichte“ mündet.